# Mischocyttarus oecothrix
Mischocyttarus oecothrix är en getingart som beskrevs av Richards 1940. Mischocyttarus oecothrix ingår i släktet Mischocyttarus och familjen getingar. Inga underarter finns listade i Catalogue of Life.